# William C. Cramer

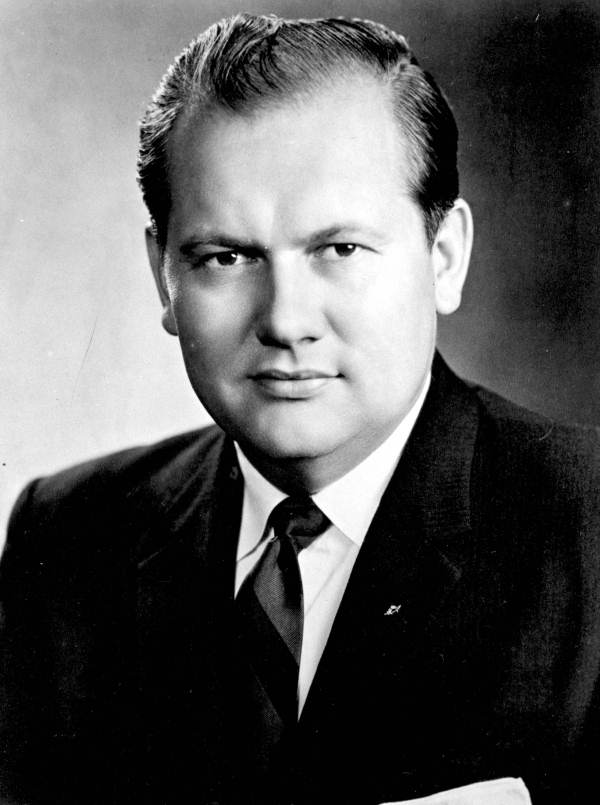
William C. Cramer

William Cato Cramer (* 4. August 1922 in Denver, Colorado; † 18. Oktober 2003 in Saint Petersburg, Florida) war ein US-amerikanischer Politiker (Republikanische Partei), der den Bundesstaat Florida im US-Repräsentantenhaus vertrat.

## Werdegang
William Cramer besuchte die öffentliche Schule und das St. Petersburg Junior College. Als der Zweite Weltkrieg ausbrach, meldete er sich zum Dienst bei der Marinereserve. Dort diente er zwischen 1943 und 1946. Des Weiteren graduierte er 1946 an der University of North Carolina in Chapel Hill sowie 1948 an der Harvard University Law School in Cambridge (Massachusetts). Danach arbeitete er als Rechtsanwalt in einer privaten Praxis.
Cramer wurde 1950 in das Repräsentantenhaus von Florida gewählt und verblieb dort bis 1952. Er kandidierte noch 1952 für den 83. Kongress, scheiterte aber. Danach war er zwischen 1952 und 1984 Delegierter oder Ersatzdelegierter zu den jeweiligen Republican National Conventions. Von 1964 bis 1984 saß er im Republican National Committee. Des Weiteren war er von 1953 bis 1954 Staatsanwalt im Pinellas County.
Cramer wurde als Republikaner in den 84. und die sieben nachfolgenden Kongresse gewählt. Seine Amtszeit währte vom 3. Januar 1955 bis zum 3. Januar 1971. Er beteiligte sich 1956 nicht am Southern Manifesto, das sich gegen die Rassenintegration an den öffentlichen Einrichtungen aussprach. Cramer kandidierte 1970 nicht erneut für den Kongress, bewarb sich aber erfolglos um einen Sitz im US-Senat; er unterlag dabei Lawton Chiles.
William Cramer verstarb am 18. Oktober 2003 in Saint Petersburg und wurde auf dem dortigen Woodlawn-Memory-Gardens-Friedhof beigesetzt.